# Момина-Церква
Момина-Церква (болг. Момина църква) — село в Болгарии. Находится в Бургасской области, входит в общину Средец. Население составляет 277 человек (2022).

## Политическая ситуация
В местном кметстве Момина-Церква, в состав которого входит Момина-Церква, должность кмета (старосты) исполняет Мара Янчева Милева (Болгарская социалистическая партия (БСП)) по результатам выборов правления кметства.
Кмет (мэр) общины Средец — Тодор Пройков Станчев (Болгарская социалистическая партия (БСП)) по результатам выборов в правление общины.